# Constellation
Constellation es una película dramática estadounidense de 2007 dirigida por Jordan Walker-Pearlman y protagonizada por Gabrielle Union, Billy Dee Williams y Zoe Saldaña. La cinta fue vapuleada por la crítica y cuenta en la actualidad con 0% de aprobación en la página Rotten Tomatoes.

## Sinopsis
Cuando Carmel Boxer fallece, toda su familia regresa al sur del país para celebrar su vida y su legado. A medida que la familia Boxer se reúne por primera vez en muchos años, las revelaciones del doloroso pasado de Carmel comienzan a forzar a cada persona a abordar sus emociones reprimidas y sus verdaderos sentimientos. La historia narra las vidas y los amores de esta familia afroamericana mientras sus miembros se ven obligados a aceptar un pasado tumultuoso marcado por un asunto interracial. La película explora la forma en que el patriarca de la familia, Helms Boxer, debe enfrentarse a sus demonios en medio del cambiante tejido racial de la sociedad y de su propia familia.

## Reparto
- Gabrielle Union – es Carmel Boxer
- Billy Dee Williams – es Helms Boxer
- Zoe Saldaña – es Rosa Boxer
- Hill Harper – es Errol Hickman
- Melissa De Sousa – es Lucy Boxer
- Lesley Ann Warren – es Nancy
- Rae Dawn Chong – es Jenita
- Daniel Bess – es Bear Korngold
- Ever Carradine – es Celeste Korngold